# Boris Outekhine
 (octobre 2022).
La mise en forme du texte ne suit pas les recommandations de Wikipédia : il faut le « wikifier ».
Les points d'amélioration suivants sont les cas les plus fréquents. Le détail des points à revoir est peut-être précisé sur la page de discussion.
- Les titres sont pré-formatés par le logiciel. Ils ne sont ni en capitales, ni en gras.
- Le texte ne doit pas être écrit en capitales (les noms de famille non plus), ni en gras, ni en italique, ni en « petit »…
- Le gras n'est utilisé que pour surligner le titre de l'article dans l'introduction, une seule fois.
- L'italique est rarement utilisé : mots en langue étrangère, titres d'œuvres, noms de bateaux, etc.
- Les citations ne sont pas en italique mais en corps de texte normal. Elles sont entourées par des guillemets français : « et ».
- Les listes à puces sont à éviter, des paragraphes rédigés étant largement préférés. Les tableaux sont à réserver à la présentation de données structurées (résultats, etc.).
- Les appels de note de bas de page (petits chiffres en exposant, introduits par l'outil «  Source ») sont à placer entre la fin de phrase et le point final[comme ça].
- Les liens internes (vers d'autres articles de Wikipédia) sont à choisir avec parcimonie. Créez des liens vers des articles approfondissant le sujet. Les termes génériques sans rapport avec le sujet sont à éviter, ainsi que les répétitions de liens vers un même terme.
- Les liens externes sont à placer uniquement dans une section « Liens externes », à la fin de l'article. Ces liens sont à choisir avec parcimonie suivant les règles définies. Si un lien sert de source à l'article, son insertion dans le texte est à faire par les notes de bas de page.
- La présentation des références doit suivre les conventions bibliographiques. Il est recommandé d'utiliser les modèles {{Ouvrage}}, {{Chapitre}}, {{Article}}, {{Lien web}} et/ou {{Bibliographie}}. Le mode d'édition visuel peut mettre en forme automatiquement les références.
- Insérer une infobox (cadre d'informations à droite) n'est pas obligatoire pour parachever la mise en page.

Pour une aide détaillée, merci de consulter Aide:Wikification.
Si vous pensez que ces points ont été résolus, vous pouvez retirer ce bandeau et améliorer la mise en forme d'un autre article.
Boris Konstantinovitch Outekhine (en russe : Борис Константинович Утехин), né le 27 mars 1910 à Saint-Pétersbourg et mort le 12 octobre 1988 à Leningrad, est un peintre paysagiste soviétique.

## Biographie
Son père, Konstantin Nikolaïevitch Outekhine, ouvrier à l'usine Nevsky, meurt du choléra en 1921.
Boris Outekhine reçoit d'abord une formation d'ingénieur à Moscou, puis à Leningrad. Parallèlement à son activité professionnelle, il devient secrétaire de l'Union des artistes soviétiques de Leningrad de 1932 à 1940. Se spécialisant dans la peinture de paysage, il participe dès la fin des années 1930 à des expositions. En 1956, il intègre l'Union des Artistes de Leningrad. 
Il meurt le 12 octobre 1988 à Leningrad à l'âge de 79 ans.
À la fin des années 1980-1990, ses œuvres sont présentées dans plusieurs expositions collectives d'artistes de Leningrad en Europe,,.

## Œuvres
Les œuvres de Boris Outekhine se trouvent aujourd'hui dans des musées et des collections privées en Russie et à l'étranger. Parmi elles : 
- Rive de la Néva à Pétrograd (« Нева. Петроградская сторона », 1951)[6]
- La Vallée de Gaïdar (« Долина Гайдара », 1955)
- À la mer (« У моря », 1957)
- Pommiers en fleurs (« Цветущие яблони », 1957)[7]
- La Fosse du barrage de Bratsk (« Братская ГЭС. Котлован », 1958)[8]
- La Rivière Bargouzine (« Река Баргузин », 1958)[8]
- Brouillard matinal (« Утренний туман », 1962)
- La Datcha académique (« Академическая дача », 1965)[9].